# أقدرة وسطي
أقدرة وسطي هي قرية في مقاطعة تكاب، إيران. يقدر عدد سكانها بـ 320 نسمة بحسب إحصاء 2016.